# Седноид

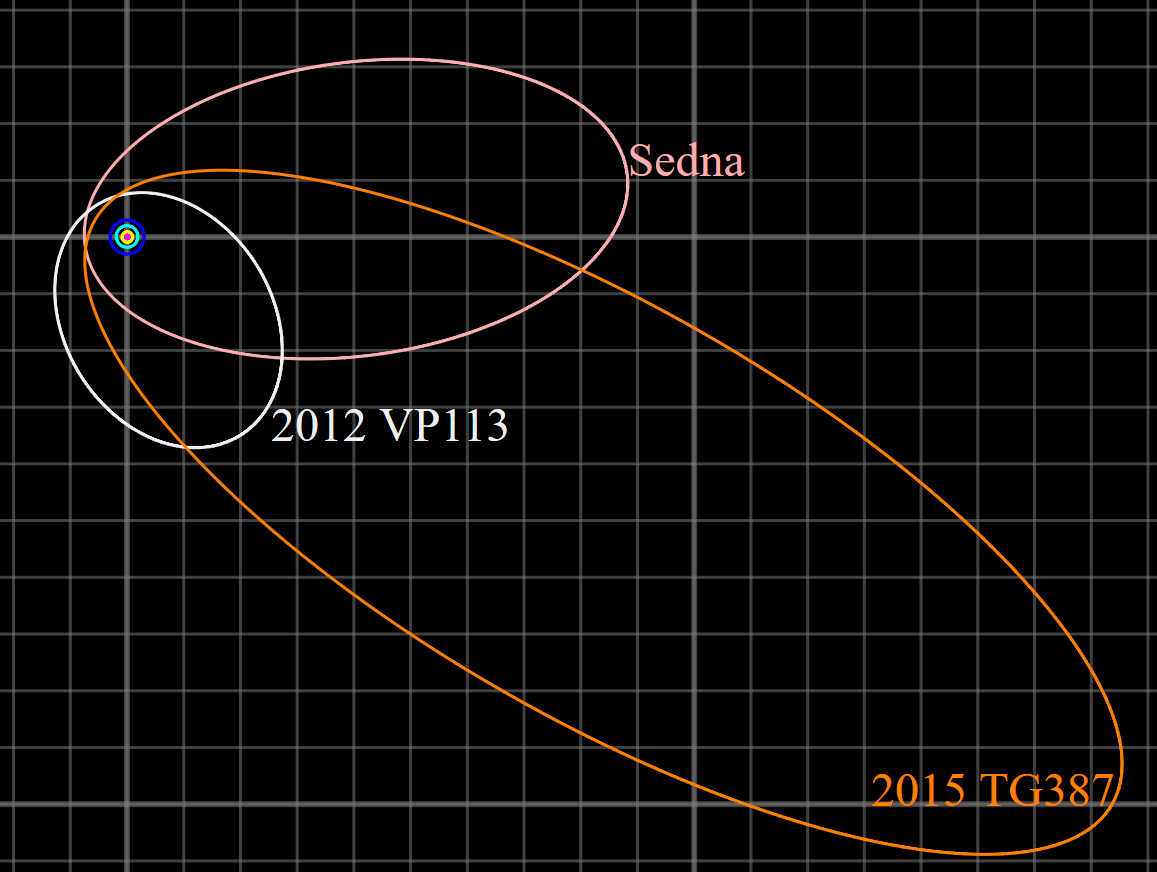
Орбиты трёх известных седноидов, синим цветом показана орбита Нептуна с характерным радиусом 30 а.е.

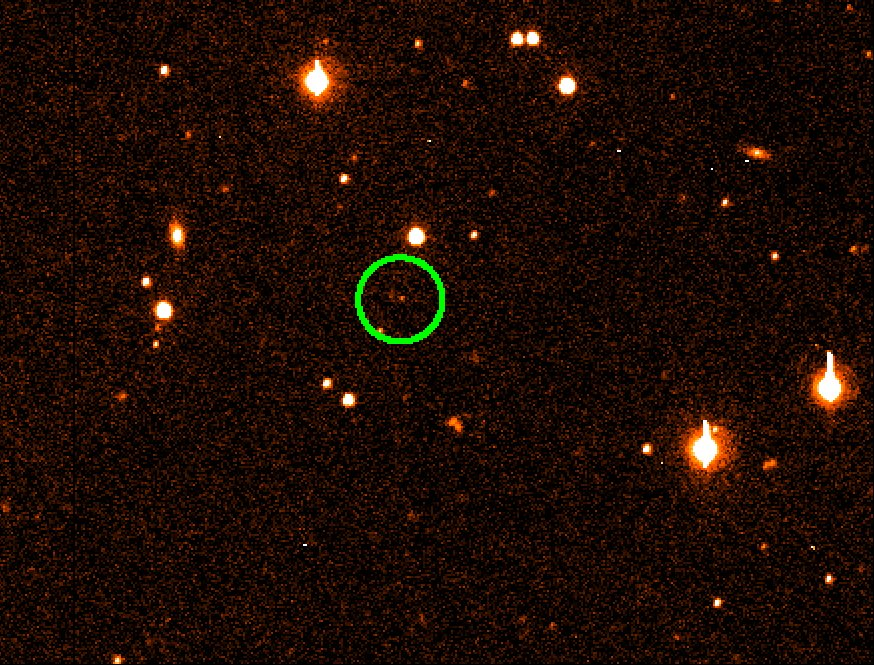
Седна, первый объект описываемого класса

Седноид (англ. Sednoid) — транснептуновый объект с перигелийным расстоянием, превышающим 50 а.е., и большой полуосью, превышающей 150 а.е. На начало 2023 года известно четыре подобных объекта: (90377) Седна, 2012 VP113, 2015 TG387 и  2021 RR205, у всех перигелийные расстояния превышают 55 а.е., но предполагается существование гораздо большего количества аналогичных объектов. Седноиды располагаются вне малонаселённой области в окрестности 50 а.е. от Солнца и незначительно взаимодействуют с большими планетами. Обычно седноиды рассматривают вместе с обособленными транснептуновыми объектами. Некоторые исследователи, например, Скотт Шеппард, относят седноиды к объектам внутренней части облака Оорта, хотя облако Хиллса считалось начинающимся на расстоянии около 2000 а.е. от Солнца, за пределами афелия седноидов.

## Необъяснённые орбиты
Орбиты седноидов не объясняются в рамках теории возмущений от планет-гигантов или теории галактических приливов. Если такие объекты сформировались на месте современного их расположения, то их орбиты первоначально должны были быть круговыми, иначе аккреция не была бы возможной вследствие высоких значений относительных скоростей между планетезималями. Современные эллиптические орбиты можно объяснить в рамках нескольких гипотез.
1. Перигелийные расстояния объектов могли увеличиться вследствие прохождения рядом близкой звезды в тот промежуток времени, когда Солнце ещё было погружено в рассеянное скопление, в котором сформировалось.[7][8]
2. Орбиты объектов могли быть возмущены неизвестным объектом планетарной массы, предполагаемой Девятой планетой.[9][10]
3. Седноиды могли быть захвачены Солнечной системой от пролетавших мимо неё звёзд, скорее всего принадлежавших рассеянному скоплению, в котором Солнце сформировалось.[5][11]

## Известные представители
| Номер  | Название   | Диаметр (км) | Перигелий (а.е.) | Большая полуось (а.е.) | Афелий (а.е.) | Гелиоцентрическое расстояние (а.е.) | Аргумент перицентра (°) | Год открытия |
| ------ | ---------- | ------------ | ---------------- | ---------------------- | ------------- | ----------------------------------- | ----------------------- | ------------ |
| 90377  | Седна      | 995 ± 80     | 76.06            | 506                    | 936           | 85.1                                | 311.38                  | 2003 (1990)  |
|        | 2012 VP113 | 600          | 80.50            | 261.00                 | 441.49        | 83.65                               | 293.78                  | 2012 (2011)  |
| 541132 | 2015 TG387 | 220+28 −20   | 64.94            | 1094                   | 2123          | 77.69                               | 118.17                  | 2015 (--)    |
|        | 2021 RR205 | 100–200      | 55.54            | 991                    | 1926          | 60                                  | 208.57                  | 2021 (2017)  |

Первые три указанных седноида, как и большинство более далёких обособленных ТНО (большая полуось орбиты превышает 150 а.е., перигелийное расстояние превышает 30 а.е.), обладает примерно одинаковой ориентацией орбиты, аргумент перицентра равен приблизительно  ≈ 0° (338 ± 38 °). Такая согласованность орбит не объясняется наблюдательной селекцией и является неожиданной, поскольку взаимодействие с планетами-гигантами должно было внести случайные искажения в значения аргумента перицентра (ω), прецессия составляет от 40 млн лет до 1,5 млрд лет для Седны. Возможно, сонаправленность орбит является признаком наличия одного или нескольких массивных объектов во внешней части Солнечной системы. Присутствие суперземли на расстоянии 250 а.е. от Солнца могло привести к колебаниям объектов в окрестности ω = 0 ± 60 ° в течение миллиардов лет. Возможны различные сочетания параметров планеты, при которых суперземля с низким альбедо будет иметь видимую звёздную величину, недоступную для наблюдения в современных обзорах неба. Такую гипотетическую суперземлю называют Девятой планетой. Более крупные и более далёкие возмущающие орбиты объекты также могу оказаться слишком слабыми, чтобы их можно было наблюдать.
На 2016 год у 27 объектов с большой полуосью более 150 а.е. и перигелием за пределами орбиты Нептуна аргументы перицентра составляют 340 ± 55 ° при дуге наблюдения более 1 года. 2013 SY99 обладает перигелийным расстоянием около 50 а.е., но не считается седноидом.
1 октября 2018 года было объявлено, что 2015 TG387 обладает большой полуосью 1094 а.е.. При афелийном расстоянии 2123 а.е. данный объект удаляется от Солнца на большее расстояние, чем Седна.
10 ноября 2015 года было объявлено, что V774104 является следующим кандидатом в седноиды, но его дуга наблюдения составляет всего лишь 2 недели, поэтому точное положение перигелия орбиты установить не удалось.. Для уточнения параметров орбиты необходимы дополнительные наблюдения.
Седноиды могут составлять отдельный динамический класс объектов, но могут и иметь различные истории формирования. Наклоны спектров (474640) Аликанто, 2013 RF98, 2012 VP113, 2002 GB32 и 2003 HB57 сильно отличаются от наклона спектра Седны.
У объекта 2023 KQ14 перигелий составляет 66 а.е., а большая полуось — 252 а.е. Он стал третьим объектом в Солнечной системе по величине перигелия среди тел с большой полуосью более 200 а.е. Текущая орбита 2023 KQ14 не совпадает с орбитами трёх других седноидов, что снижает вероятность существования Девятой планеты. Диаметр 2023 KQ14 оценивается в 220–380 км при альбедо p=0,15-0,05.

## Теоретическое скопление малых планет во внутренней части облака Оорта
Каждый из предложенных механизмов формирования орбиты Седны должен оставить определённый отпечаток в структуре и динамике более широких систем объектов. Если за создание орбиты ответственна транснептуновая планета, то все подобные Седне объекты должны будут обладать одинаковыми перигелийными расстояниями (≈80 а.е.). Если Седна была захвачена из другой планетной системы, вращавшейся в том же направлении, что и Солнечная, то все подобные объекты должны обладать малыми наклонениями орбит и большими полуосями в пределах 100–500 а.е. Если планетная система вращалась в противоположном направлении, то сформировались бы две популяции объектов: с высокими и низкими значениями наклонов орбит. Возмущения от проходящих звёзд создали бы орбиты с варьирующимися в широких пределах значениями перигелийных расстояний и наклонов в зависимости от параметров сближений со звездой.
Получение сведений о большем количестве подобных объектов позволит определить, какой из сценариев формирования более вероятен. Проведённый в 2007–2008 годах Брауном, Рабиновицем и Швомбом обзор, был направлен на нахождение других представителей популяции Седны. Хотя обзор был достаточно чувствительным для обнаружения движения на расстояниях до 1000 а.е. и помог открыть объект 2007 OR10, другие седноиды обнаружить не удалось. Последующее моделирование, включавшее новые данные, предсказало наличие 40 объектов размера Седны в той же области, наиболее яркий мог быть сопоставим по блеску с Эридой.
Вслед за открытием  2015 TG387 Шеппард и коллеги заключили, что этот объект принадлежит к скоплению из 2 миллионов объектов внутренней части облака Оорта крупнее 40 км с полной массой 1⋅1022 кг (в несколько раз превышает массу пояса астероидов).